# Хайнрих фон Бикенбах
Хайнрих фон Бикенбах (на немски: Heinrich von Bickenbach; † сл. 1151) е господар на Бикенбах.

## Произход
Той е син на Конрад I фон Бикенбах († сл. 1133) и съпругата му Майнлиндис фон Катценелнбоген († сл. 1156), полусестра на Филип фон Катценелнбоген, епископ на Оснабрюк (1141 – 1173), дъщеря на Хайнрих I фон Катценелнбоген († ок. 1102) и Лукарда (Луитгард) фон Хаймбах-Хенгебах († сл. 1102). Брат е на Луитгардис фон Бикенбах († сл. 1151), омъжена за Конрад II фон Хаген-Арнсбург († пр. 1166), и на неженения Хайнрих фон Бикенбах († сл. 1151).

## Фамилия
Хайнрих фон Бикенбах се жени за София фон Бухен († ок. 1193). Те имат децата:
- Дамо фон Бикенбах († сл. 1186/сл. 1187), баща на Готфрид I фон Бикенбах (* пр. 1211; † 1245)
- Конрад фон Бикенбах († сл. 1175)